# Malayanomolorchus egregius
Malayanomolorchus egregius là một loài bọ cánh cứng trong họ Cerambycidae.